# 孫悟空 (1940年の映画)
『孫悟空』（そんごくう）は、1940年（昭和15年）に公開された山本嘉次郎監督の日本映画。 
前後編の2部作で構成され、ともに1940年11月6日に公開された。
通称は『エノケンの孫悟空』。
従来のエノケン映画と同様にミュージカル喜劇となっているほか、筋斗雲を戦闘機風に演出したり、金角・銀角が科学的な要塞を用いているなど、SF風のアレンジがなされているのが特徴である。円谷英二が特殊撮影に加わっており、ミニチュア操演、スクリーンプロセス、マットアートなど、後の円谷特撮で多用される技術も本作品の時点で取り入れられている。音楽でもジャズやスタンダードなどを用いている。
山本と円谷は、戦後に再び『西遊記』を題材としたミュージカル映画『孫悟空』（1959年）を手掛けており、オペレッタ要素など本作品を彷彿とさせる部分も多い。

## キャスト
以下の出演者名と役名は特に記載がない限りallcinemaに従った。
- 榎本健一 - 孫悟空
- 岸井明 - 猪八戒
- 金井俊夫 - 沙悟浄
- 柳田貞一 - 三蔵法師
- 北村武夫 - 太宗王
- 高勢実乗 - 奇怪団珍妙大王
- 土方健二 - 同番兵長斎々
- 中村是好 - 金角大王
- 如月寛多 - 銀角大王
- 団福郎 - 猿太夫
- 花井蘭子 - 観世音菩薩

（煩悩国）
- 三益愛子 - 煩悩国妖々女王
- 千川輝美 - 同式部完玩々女史
- 加藤欣子 - 同女官長銀々女史
- 宏川光子 - 同侍女莞々娘
- 伊達里子 - 同化粧長幻々女史
- 柳文代 - 同司厨長
- 清川虹子 - 同番卒
- 北村季佐江 - オアシスの乙女
- 松月さゑ子 - オアシスの乙女 [9]
- 南美洲代 - オアシスの乙女 [9]
- 早苗まり子 - オアシスの乙女 [9]
- 山形誠子 - オアシスの乙女 [9]
- 光町子 - オアシスの乙女 [9]
- 梅園かほる - オアシスの乙女
- 水上怜子 - アラビアの侍女 [9]
- 清水美佐子 - アラビアの侍女
- 笠原英子 - アラビアの侍女

（お伽国）
- 高峰秀子 - 狆々姫
- 竹久千恵子 - 式部官蛙々姐
- 中村メイ子 - 百科辞典の精袖珍
- 徳川夢声 - 天文博士鰐々居士
- 矢口陽子 - 侍臣
- 御舟京子 - 侍臣
- 戸川弓子 - お伽小姓
- 三條正子 - お伽小姓

（歌ふ人）
- 服部富子 - 姑娘羞花
- 渡辺はま子 - ナイチンゲール金鈴
- 李香蘭 - 煩悩国香蘭
- 藤山一郎 - 玄宗王

（踊る人）
- 汪洋 - 支那人形の精汪洋
- 特別出演 : 益田隆

## スタッフ
- 監督 - 山本嘉次郎[4]
- 製作 - 滝村和男[4]
- 製作主任 - 本木荘二郎[9]
- 原作 - 山形雄策[2][3]
- 脚本 - 山本嘉次郎[4]
- 撮影 - 三村明[4]
- 作曲・編曲 - 鈴木静一[9]
- 音楽指揮 - 栗原重一[9]
- 演奏 - P.C.L.管弦楽団[9]
- 装置 - 松山崇[9]
- 大道具製作 - 稲垣圓四郎[4]
- 録音 - 村山絢二[4]
- 照明 - 大沼正喜[4]
- 編集 - 岩下廣一[4]
- 現像 - 西川悦二[9]
- 特殊技術撮影 - 円谷英二[2][3]、奥野文四郎[4]
- 衣装考証 - 島公靖[9]
- 按舞 - 益田隆、荻野幸彦 [4]
- 殺陣 - 近藤登[4]

## 映像ソフト
- ビデオソフト（VHS）化はされたが絶版、2020年1月14日にDVDマガジン「黒澤明DVDコレクション」（第53巻）で初DVD化された。